# Saint-Yves (roman)
Saint-Yves : Aventures d'un prisonnier français en Angleterre (titre original : St. Ives: Being The Adventures of a French Prisoner in England, 1897), également paru sous le titre : L'Évadé d'Édimbourg, est un roman inachevé de Robert Louis Stevenson. Il a été achevé en 1898 par Arthur Quiller-Couch.
En France, il a d'abord paru en sous la forme de feuilleton dans le journal Le Temps du 23 août au 25 octobre 1902.

## Résumé
Les aventures du fougueux vicomte Anne de Keroual de Saint-Yves, un soldat napoléonien (qui s'est engagé, à titre privé, sous le nom de Champdivers), après sa capture par les Britanniques.

## Traductions en français
(liste non exhaustive)
- Saint-Yves, traduit par Théodore de Wyzewa, Éditions Hachette, Paris, 1904. (lire sur Gallica : )
- L'Évadé d’Édimbourg, traduuit par Théodore de Wyzewa Hachette, collection Idéal-Bibliothèque, Paris, 1954.
- Saint-Yves ou les aventures d'un prisonnier français en Angleterre , traduit par Laurent Bury chez Gallimard, coll. « Bibliothèque de la Pléiade », 2018[3].

## Éditions en anglais
- St. Ives : The Adventures of a French Prisoner in England, en feuilleton dans le Pall Mall Magazine de novembre 1896 à novembre 1897, à Londres.
- St. Ives : The Adventures of a French Prisoner in England, en feuilleton dans le McClure's Magazine de mars à novembre 1897, à New York.
- St. Ives : Being The Adventures of a French Prisoner in England chez Charles Scribner’s Sons, octobre 1897, à New York.
- St. Ives : Being The Adventures of a French Prisoner in England chez Heinemann, octobre 1897, à Londres.

## Adaptations cinématographiques
- 1949 : The Secret of St. Ives, film américain de Phil Rosen, avec Richard Ney et Vanessa Brown ;
- 1955 : St. Ives, mini-série britannique de 6 épisodes de 30 minutes ;
- 1967 : série britannique de 6 épisodes, avec David Sumner et Gay Hamilton (pellicules perdues)
- 1998 : St. Ives, co-production franco-germano-irlandaise de Harry Hook, avec Jean-Marc Barr et Miranda Richardson.